# Caro Michele (romanzo)
Caro Michele è un romanzo epistolare scritto da Natalia Ginzburg nel 1973. Dal libro è stato tratto, nel 1976, l'omonimo film.

## Trama
Michele è un ventitreenne nel 1970. La sua storia, quella di alcuni familiari e di alcuni loro conoscenti, viene narrata tramite le lettere che la madre, la sorella e una sua ex fiamma gli spediscono ai vari indirizzi che nei mesi il ragazzo abita.
Michele è un ragazzo un po' sbandato, molto apprezzato dal padre e molto poco dalla madre, che l'ha sempre considerato un inconcludente, anche se, come lei stessa ammette, non lo conosce affatto.
Nel corso del 1970 e del 1971 il ragazzo riceve svariate lettere dalla madre Adriana e dalla sorella Angelica, alle quali risponderà di rado e in modo fugace, aumentando così il rancore della madre verso di lui.
Il ragazzo riceve spesso anche le lettere di Mara, una ragazza con la quale ha avuto una breve avventura e che ora ha un figlio che potrebbe anche essere suo.

## Edizioni
- Caro Michele, collana Scrittori Italiani e Stranieri, Milano, Arnoldo Mondadori Editore, marzo 1973,  p. 202. - Collana Un libro al mese n.8, Milano, Club degli Editori, 1973; Introduzione di Cesare Garboli,[1] Collana Oscar n.809, Mondadori, 1977-1990; Collana 900 Capolavori della narrativa contemporanea, Milano-Novara, Mondadori-De Agostini, 1986; in Opere, vol. II, Collezione I Meridiani, Mondadori, 1987.
- Caro Michele, Antologia della critica e Bibliografia a cura di Davide Dalmas, Collana Supercoralli, Torino, Einaudi, 1995, ISBN 978-88-061-3353-5. - Collana Einaudi Tascabili, Einaudi, 2001; Prefazione di Paola Capriolo, Collana I Grandi Romanzi Italiani n.36, Milano, RCS Quotidiani, 2003; Collana Natalia Ginzburg. Una voce per la nostra storia n.7, Roma, Gedi, 2021.